# 凯尔索 (苏格兰)
凯尔索（英语：Kelso；低地苏格兰语：Kelsae；苏格兰盖尔语：Cealsaidh），是英国苏格兰苏格兰边区的一个城镇，位于蒂维厄特河与特威德河交汇处。总人口6385（2001年）。福罗尔斯城堡与凯尔索修道院是该地主要的景观。

## 友好城市
- 法國 奥尔希